# Rhytidoponera reticulata
Rhytidoponera reticulata is een mierensoort uit de onderfamilie van de Ectatomminae. De wetenschappelijke naam van de soort is voor het eerst geldig gepubliceerd in 1893 door Forel.